# Tarentola chazaliae
Tarentola chazaliae е вид влечуго от семейство Phyllodactylidae. Видът е световно застрашен, със статут Уязвим.

## Разпространение
Разпространен е в Западна Сахара, Мавритания и Мароко.